# Marcelo Cordeiro
Marcelo Cordeiro de Souza, meglio conosciuto come Marcelo Cordeiro (Niterói, 12 aprile 1981), è un allenatore di calcio ed ex calciatore brasiliano, tecnico del São Bento.

## Carriera

### Club
Dopo aver giocato con varie squadre di club, l'8 gennaio 2011 viene ceduto in prestito dall'Internacional alla Portuguesa.